# Esme Cullen
Esme Cullen is een van de hoofdpersonen uit de film en de boekenreeks Twilight, geschreven door Stephenie Meyer. Ze is de echtgenote van Carlisle Cullen en de adoptiemoeder van Edward, Alice en Emmett Cullen en Rosalie en Jasper Hale.
In de film wordt haar rol vertolkt door Elizabeth Reaser.

## Achtergrond
Esme Cullen werd geboren als Esme Anne Platt in 1895 in Columbus, Ohio. Op zestienjarige leeftijd werd ze hier behandeld door Carlisle Cullen, die toen als dokter in het ziekenhuis werkte, nadat ze haar been had gebroken bij het klimmen in een boom.
Eigenlijk wilde ze naar het westen om lerares te worden, maar haar ouders pushten haar om te trouwen.
Op 22-jarige leeftijd trouwde ze met Charles Evenson, maar hij mishandelde haar. Desondanks probeerde ze toch de mishandelingen te verdragen en het beste van haar huwelijk te maken. Ze was opgelucht toen haar man werd opgeroepen voor het leger tijdens de Eerste Wereldoorlog. Toen hij in 1920 terugkeerde, mishandelde hij haar zó ontzettend, dat ze van hem wegliep. Kort daarna ontdekte ze dat ze zwanger was. Haar zoontje werd geboren, maar de baby leefde slechts een paar dagen.
Kapot van verdriet probeerde Esme zelfmoord te plegen door van een klif te springen. Mensen die haar vonden dachten dat ze dood was en brachten haar naar het mortuarium. Carlisle Cullen, die zich haar nog herinnerde van tien jaar geleden, werkte daar. Hij ontdekte dat haar hart op dat moment nog klopte, maar wist dat ze waarschijnlijk wel zou overlijden aan haar val. Daarom maakte hij haar tot een vampier.
Esme werd verliefd op Carlisle en kort daarna trouwden ze. Samen met Edward, die toen al bij Carlisle was, vormden ze vanaf toen een gezin.

## Karakter
Esme wordt beschreven als 1,70 meter lang met karamelkleurig haar en een hartvormig gezicht. Ze is even slank als de andere vampieren, maar ze heeft zachtere rondingen dan zij omdat ze net na de geboorte van haar zoontje veranderd werd. Ze heeft de speciale gave onvoorwaardelijk te kunnen liefhebben. Ze houdt zielsveel van haar adoptiekinderen, en vooral Edward heeft een speciale plaats in haar hart omdat hij haar eerste adoptiezoon was, maar ze treurt nog steeds om het feit dat ze geen eigen kinderen meer kan krijgen.
Esme komt in alle Twilight-boeken voor. Ze vertelt Bella over haar verleden in het eerste deel. Ze behandelt Bella als haar eigen dochter en troost haar na diverse traumatische gebeurtenissen. In het vierde boek wordt onthuld dat Esme een Zuid-Amerikaans eiland bezit, 'Isle Esme' genaamd, dat Carlisle voor haar heeft gekocht. Edward en Bella brengen hier hun huwelijksreis door.